# Bega de Austrasia
Bega (también conocida como Begue, Begge) (615 – Andenne, 17 de diciembre de 693) era hija de Pipino de Landen, mayordomo del palacio de Austrasia, y su esposa Itta de Metz. Se casó con Ansegisel, hijo de Arnulfo de Metz, con el que tuvo tres hijos: Pipino de Heristal, Martín de Laon y Clotilda de Heristal, que se casó con Teoderico III.
A la muerte de su marido, tomó el hábito, fundando siete iglesias, y construyó un convento en Andenne en el río Mosa (Andenne-sur-Meuse), donde pasó el resto de su días como abadesa. Fue enterrada en la colegiata San Bega en Andenne. Algunos sostienen que el movimiento beguino que salió a la luz durante el siglo XII fue en realidad fundado por Santa Bega y, la iglesia en el Beaterio de la Lier, tiene una estatua de Santa Bega de pie por encima de la inscripción: Santa Begga, nuestra fundadora.
No se debe confundir con la Santa Bega de Cumberland (Saint Bgge), una leyenda anglosajona sobre una princesa vikinga que tenía un brazelete que llevaba a la costa de Cumberland.